# استیون هیگ
استیون هیگ (انگلیسی: Stephen Hague؛ زادهٔ ۱۹۶۰) یک تهیه‌کننده موسیقی اهل ایالات متحده آمریکا است.